# モンカヨ
モンカヨ（スペイン語: Moncayo）は、イベリコ山系にある山塊。スペイン・カスティーリャ・イ・レオン州ソリア県とアラゴン州サラゴサ県にまたがっている。もっとも高いサン・ミゲル峰の標高は2314mであり、イベリコ山系の最高峰である。毎年10月から翌年5月にかけて、モンカヨの山頂部は雪に覆われる。

## 地理
モンカヨは北西から南東の方向に延びる15kmの山塊であり、その幅は7kmである。カスティーリャ・イ・レオン州ソリア県、アラゴン州サラゴサ県、ラ・リオハ州、ナバーラ州の4自治州の境界から南に25kmの場所にあり、山頂はソリア県とサラゴサ県にまたがっている。モンカヨの山塊には、標高2314mのサン・ミゲル峰、標高2283mのサン・フアン山、標高2226mのロベラ峰などが含まれる。
古代ローマ時代の詩人であるマルティアリスは、この山塊を「Mons Caius」と言及している。モンカヨに最も近い町（一定以上の規模を持つ町）はサラゴサ県タラソナである。モンカヨはハイキングの目的地として人気があり、夏季には1時間に1本程度の頻度で登山口までバスが走っている。晴れた日の山頂からはピレネー山脈が見える。山域はモンカヨ自然公園に指定されている。

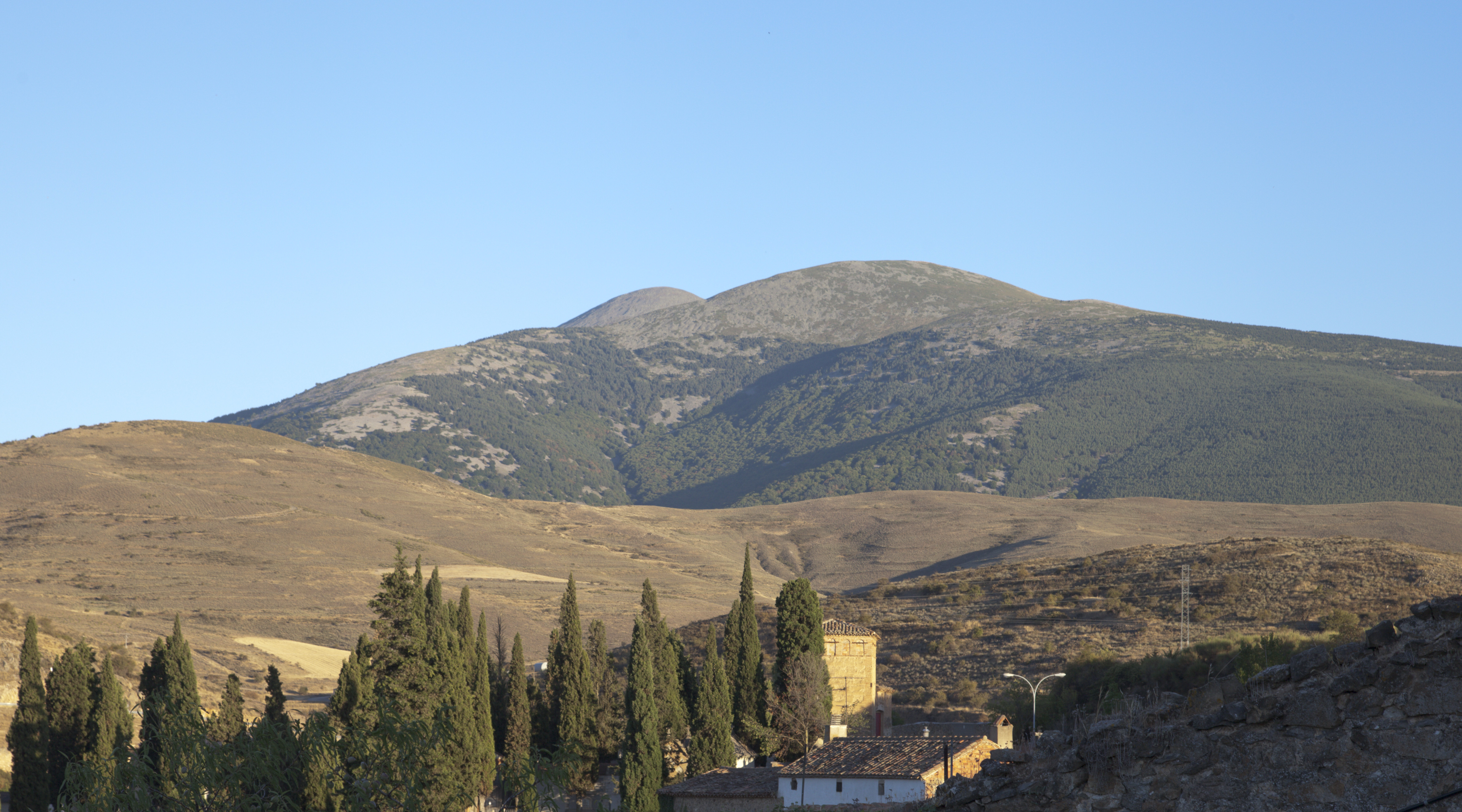
ソリア県から見た夏季のモンカヨ
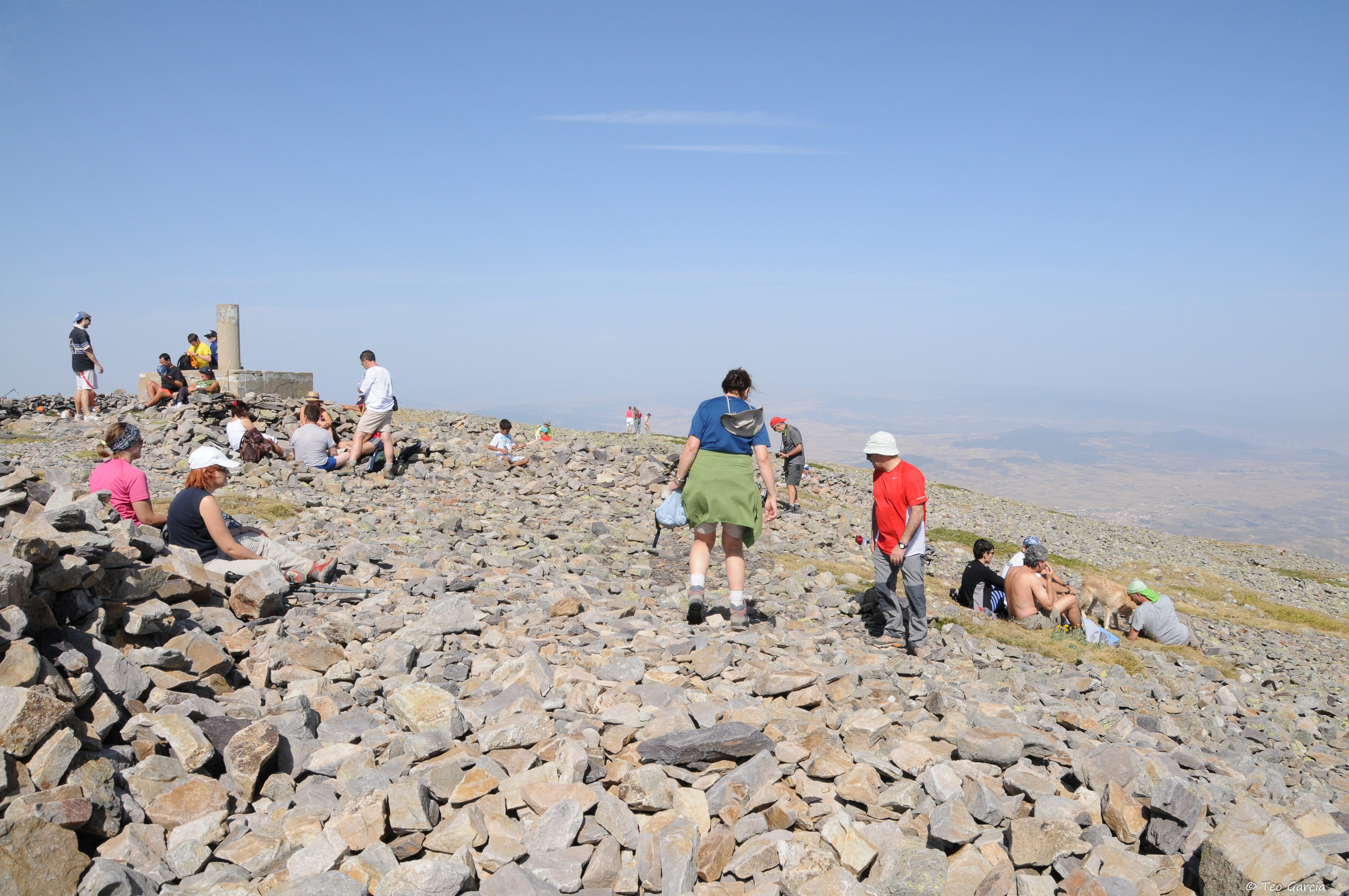
ハイキング客が多い山頂